# Kostel Povýšení svatého Kříže (Prostějov)
Římskokatolický farní kostel Povýšení svatého Kříže je děkanským kostelem ve městě Prostějov. Je situován v centru města poblíž náměstí T. G. Masaryka. Jeho historie sahá do období před rokem 1200 a jedná se o jednu z nejstarších a nejvýznamnějších staveb města Prostějova.

## Historie
Na místě současného kostela stávala původně obranná tvrz s románským kostelíkem sv. Kříže. Obě stavby však byly zničeny za válek moravských markrabat.

### Založení kláštera
Související informace naleznete také v článku Klášter augustiniánů kanovníků (Prostějov).
1. listopadu 1391 založil Petr z Kravař klášter Navštívení Panny Marie u Alžběty v horách a pozval do Prostějova augustiniány kanovníky z Roudnice nad Labem. Ti postavili nový klášter a kostel na jihovýchodním konci náměstí ve stylu vrcholné gotiky, podle vzoru roudnického kláštera. Tím se posílila prestiž a význam města. Pozvedl se jeho kulturní a duchovní život. Klášter byl založen pro dvanáct řeholníků v čele s proboštem. Z období stavby kláštera pochází gotický kůr. Zakládací listina kláštera s otiskem konventní pečeti se zachovaly v třeboňském archivu, kde ji objevil P. František Koželuha, historii kláštera popsal podrobně Metoděj Zemek.

### Husitské války a nekatolická správa
Původní kostel Povýšení sv. Kříže postihlo několik pohrom různého druhu. Roku 1430 to byly za složité politické situace husitské války. Tehdy byl právě dokončený kostel a klášter zničen husitskými vojsky. Z původní gotické podoby se nedochovalo téměř nic. Augustiniáni kanovníci uprchli a roku 1434 přesídlili do Olomouce. Po těchto válkách patřila drtivá většina obyvatel Prostějova k utrakvismu. Utrakvisté neměli zájem na opravě katolického kostela. Využili pouze zbytky obvodového zdiva kostelní lodi. Vznikla tak místo trojlodního kostela jednolodní síň s rovným dřevěným malovaným stropem. Zničený presbytář oddělili zdí. Až v letech 1586–1588 po napomenutí hejtmana Petra Turnovského z Tarnůvky se přešlo k důkladnějším opravám. Zeď oddělující loď od presbytáře byla zbořena a kostel dostal 158 let po zničení novou gotickou podobu. Byl zasvěcen Svatému Kříži a utrakvistům sloužil sto let. 
V roce 1622 ho kníže Karel z Lichtenštejna vrátil katolické duchovní správě. Katolický farář Jan Gottfried Hlaušek spolu s primátorem města Mikulášem Michalů zakoupil v roce 1622 pro farní chrám renesanční monstranci, nechal přistavět Boží hrob, poslední večeři Páně a dřevěný kříž, který je dnes na hlavním oltáři.

### Třicetiletá válka a velký požár
Další z katastrof byla třicetiletá válka, kdy bylo město vyrabováno Švédy a rakouskou armádou. Největší pohromou však byl obrovský požár v roce 1697, který zasáhl téměř celý Prostějov. Z kostelní lodi zůstaly stát pouze holé zdi. Oprava byla zadána místním stavitelům Martinu Kafkovi a Matyáši Klingseisenovi, Autorem projektů byl pravděpodobně italský architekt Giovanni Pietro Tencalla, který byl právě v biskupských službách.

### Prostějovský zázračný kříž
Při velkém požáru 27. dubna 1697 byl zázračně ušetřen dřevěný kříž stojící u severního vchodu do kostela. Toto bylo všeobecně vnímáno jako zázrak. Proto děkan P. František Xaver Leffler požádal o povolení biskupa, umístit tento kříž na hlavní oltář. Biskup žádosti vyhověl a na svátek Povýšení sv. Kříže 14. září 1703 byl rukama kněží tento svatý kříž umístěn na hlavní oltář, kde se nachází dodnes. 16. září 1703 byl celý kostel zasvěcen Povýšení sv. Kříže.
Od té doby je kostel poutním místem. Na břevně kříže se nachází pozlacená destička s latinským nápisem připomínajícím tento zázrak a označujícím kříž za krásného Fénixe.
Roku 1845 vznikl přístavek na severní straně, kde se nachází boční vchod do presbytáře.

### 20. století

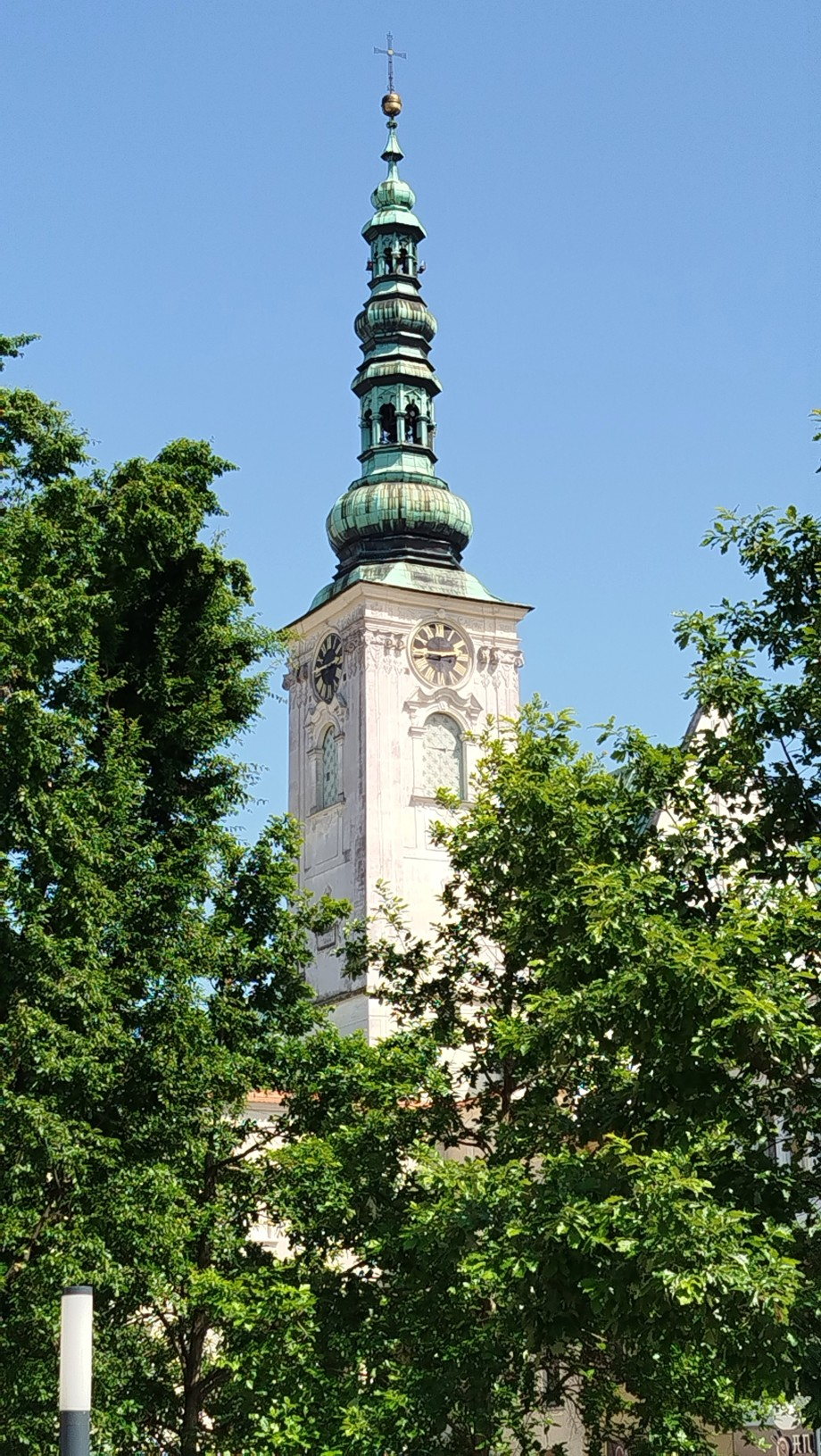
věž kostela - pohled z náměstí TGM

Do funkce faráře byl v říjnu roku 1904 městskou radou zvolen P. Karel Dostál-Lutinov. Ten realizoval velkou opravu kostela. Byly odkryty gotické oblouky bývalého hlavního vchodu. K výzdobě pozval umělce Jano Köhlera (fresky v presbytáři, vitráže), Františka Bílka (křížová cesta, hlavy apoštolů, památník padlým 1. světové války) a další. Tito umělci zde zanechali významná díla. V letech 1923–1924 byl opraven exteriér chrámu. 
V roce 1934 bylo rozhodnuto o vymalování chrámových prostor (provedl ji Jano Köhler s malířskou firmou Jana Ježka z Bystřice pod Hostýnem). Za obou světových válek proběhly rekvizice zvonů, ty prostějovské však byly díky odvaze Karla Dostála-Lutinova uchráněny. 
V období socialismu kostel chátral. Při výměně krytiny nebyly na střechy nainstalovány zachytávače sněhu, což působilo velké problémy na začátku jara. Po hustém sněžení roku 1985 se ze severní strmé střechy sesunula lavina, která strhla kamenný kříž vedle hlavního vchodu. Opravu provedl kameník Otruba z Plumlova. 
V únoru 1989 začaly opravy chrámu iniciované prostějovskými farníky. Brigády se zúčastnilo 55 věřících. Malířské práce provedli malíři Okresního stavebního podniku v Prostějově. Stavbu lešení vedl stolář Pavel Dvořák. Oproti malování roku 1934 je stávající malba jednodušší, pouze ve dvou barevných tónech. Po roce 1989 byl kostel vymalován a přistoupilo se ihned k dalším opravám.
Věž kostela je vysoká 64,24 metrů, má přízemí a sedm poschodí. Na věži se dnes nacházejí pouze dva zvony. Velký zvon Svatý Kříž (zvaný hrubý), jeden z největších na Moravě a zvon sv. Anna (zvaný poledník).

## Oltáře
Hlavní oltář - Nejstarší v celém kostele, zřízen po roce 1400. V jeho středu je umístěn zázračný kříž.
Oltář Nanebevzetí Panny Marie - Obnoven v roce 1703. Uprostřed pískovcové menzy je sepulchrum s ostatky mučedníků sv. Alexandra a Beniquae. Oltářní obraz Nanebevzetí Panny Marie z roku 1879 namaloval vídeňský umělec Josef Kastner.
Oltář Čtrnácti sv. Pomocníků - Dar prostějovských farníků z roku 1703. Nad oltářem je výklenek se sochou sv. Rozálie, nad ním obraz sv. Tekly z roku 1754. Kolem obrazu jsou rozestaveny sochy Čtrnácti sv. Pomocníků.
Oltář Panny Marie Bolestné - Z roku 1703. Na oltáři se nachází pieta, socha sv. Veroniky a sv. Máří Magdaleny.
Oltář sv. Cyrila a Metoděje - Vybudován z mramoru na památku 1 000. výročí příchodu věrozvěstů na Moravu. Uprostřed v oválném rámu se nachází obraz sv. Cyrila a Metoděje.
Oltář sv. Václava, Jana a Pavla a Jana Sarkandera - Z roku 1889. Ke svatováclavskému miléniu roku 1929 zhotovil Jano Kohler olejomalbu Zavraždění sv. Václava.
Oltář sv. Josefa - Při velkém požáru shořel a na jeho místě byl postaven oltář sv. Josefa, sv. Anny a sv. Antonína Paduánského. V roce 1762 odkázal farář Jiří Ostružník 1450 zlatých na nový oltář. Kromě obrazu sv. Josefa se na oltáři nachází i obraz Františka Antonína Sebastiniho znázorňující sv. Annu vyučují svou dceru Marii.
Oltář sv. Anděla Strážce - Zřízen po požáru roku 1703. Konsekrován 16. 9. 1703. Mezi postavami světců visí obraz sv. Anděla Strážce s dítětem, namalovaný Františkem de Paula Slukem. Na vrcholku oltáře je socha sv. Floriána.
Oltář Úzkostí Kristových - V roce 1804 byl oltář zapsán jako Berg Kalvaria. Do menzy je vložen oltářní kámen s ostatky mučedníků sv. Pavla a sv. Liberata. Uprostřed retabula je zasklený výklenek s postavou klečícího Ježíše a andělem Útěchy. Od roku 2017 na něj bývá přenesena eucharistie při obřadech zeleného čtvrtku.
Nový obětní stůl - Byl postaven čelem k lidu roku 1978.

## Křížová cesta Františka Bílka
Když byl Karel Dostál-Lutinov zvolen prostějovským farářem roku 1904, požádal Františka Bílka o vytvoření nové křížové cesty. Bílek popsal, že během práce na křížové cestě prožíval mystické stavy a nadpřirozené vize. Byl si jistý tím, že Bůh vedl jeho ruku. Práci dokončil roku 1906. Veškeré náklady (10 tis. korun) zaplatili manželé Karel a Pravoslava Wichterlovi. Křížová cesta byla zavěšena 10. září 1906 a posvěcena 15. září téhož roku olomouckým kapucínem Hubertem Exlem. V rámci 110. výročí zavěšení Bílkovy křížové cesty vyšla modlitební kniha s původním textem Karla Dostála-Lutinova přeloženým do současné češtiny.

## Kaple Nejsvětější Trojice
Kaple Nejsvětější Trojice v areálu rajské zahrady je spojená s kostelem starou sakristií.
Více informací naleznete v článku Kaple Nejsvětější Trojice (Prostějov).

## Seznam farářů
Kompletní seznam farářů kostela Povýšení sv. Kříže naleznete v článku Římskokatolická farnost Povýšení sv. Kříže Prostějov.

## Fotogalerie

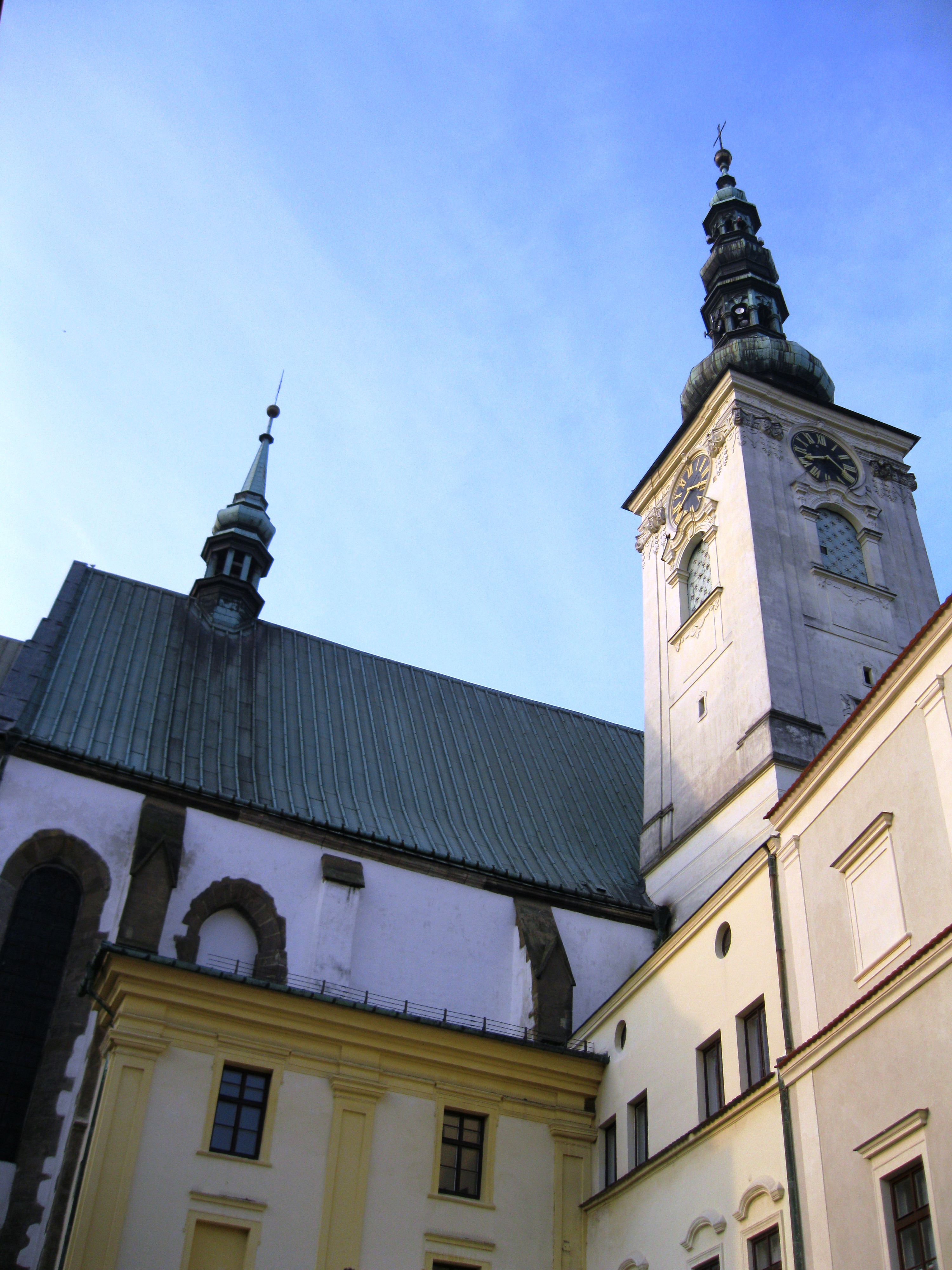
pohled na kostel z Filipcova nám.
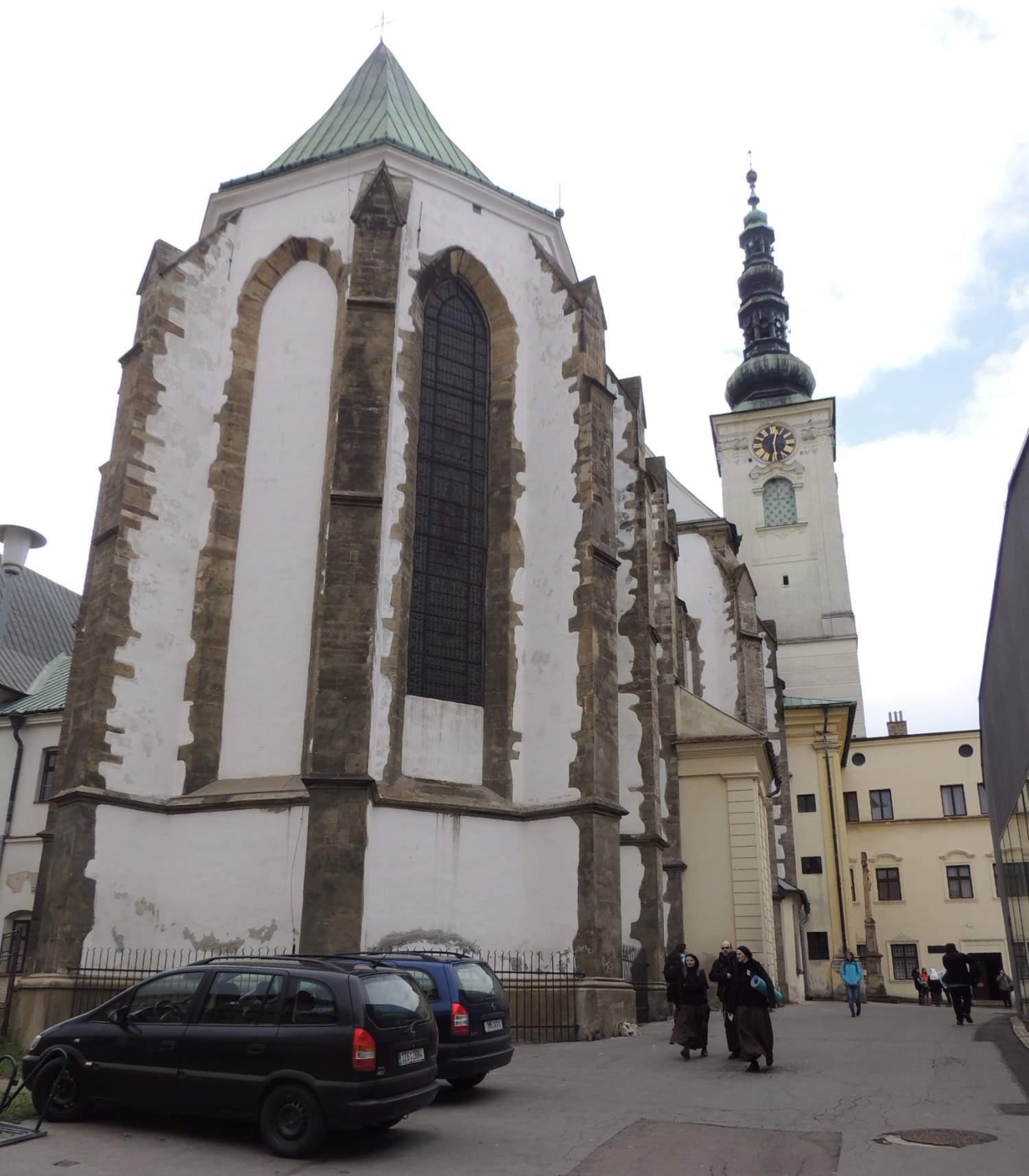
kostel z Demelovy ul.